# Ouled Aïssa (Adrar)
Ouled Aïssa (in caratteri arabi: أولاد عيسى) è una città dell'Algeria facente parte del distretto di Charouine, nella provincia di Timimoun.